# آق‌کیراز
اکیراز، سیلدیر (به لاتین: Akkiraz, Çıldır) یک منطقهٔ مسکونی در ترکیه است که در استان اردهان واقع شده‌است.